# Lamont (kráter na Měsíci)

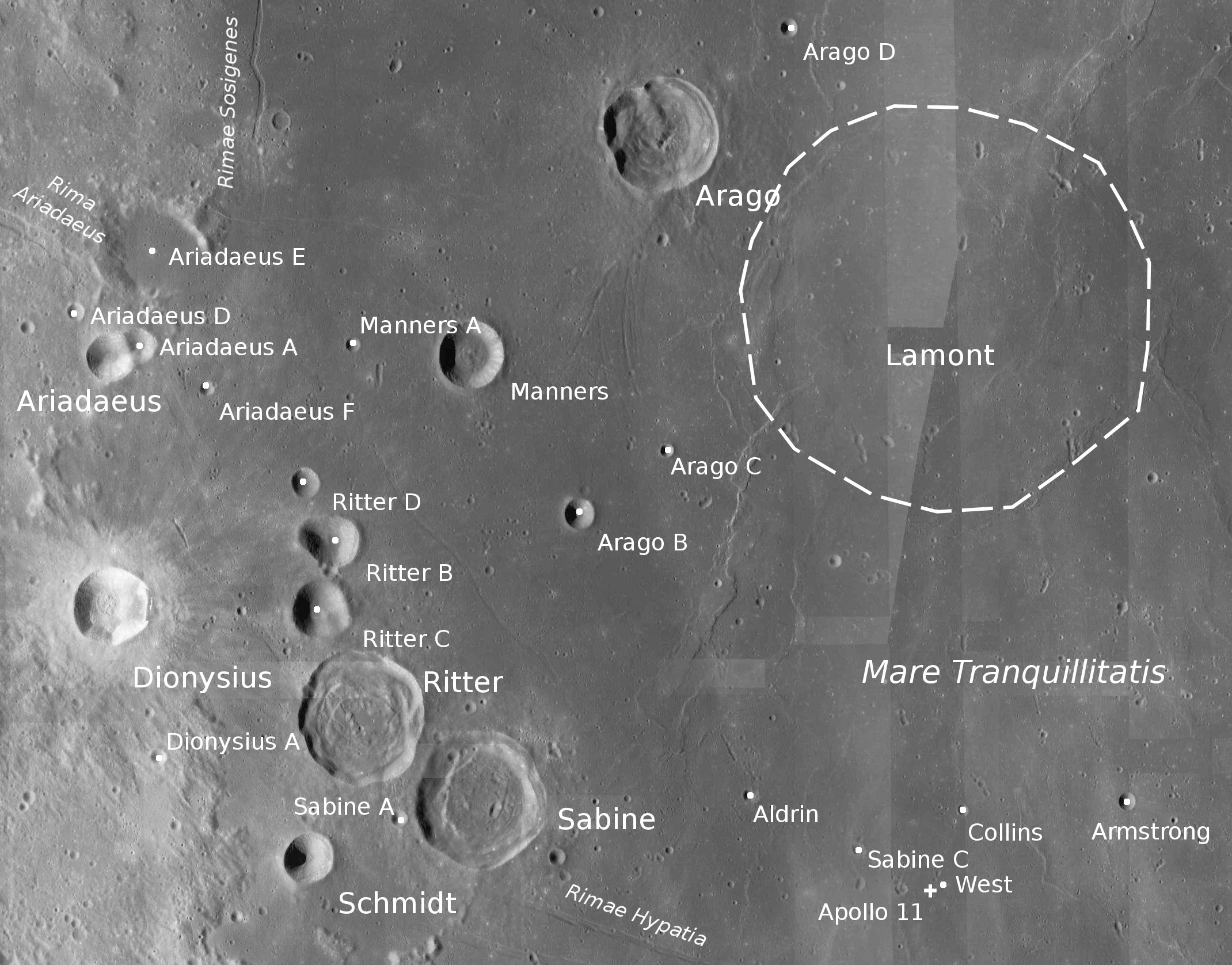
Poloha útvaru Lamont.

Lamont je nevýrazný útvar nacházející se v oblasti Mare Tranquillitatis (Moře klidu) na přivrácené straně Měsíce. Je tvořen dvěma zhruba soustřednými kruhy z mořských hřbetů (šířka přibližně 5–10 km), které tvoří jeho nízké okrajové valy (výška cca 100–200 m). Je součástí rozsáhlé sítě mořských hřbetů v západní části Mare Tranquillitatis, viditelný je pouze za nízkého slunečního osvětlení, kdy jsou jeho obrysy zvýrazněny stíny. Pod povrchem byla zjištěna přítomnost masconu. Pojmenován je podle německo-skotského astronoma a fyzika Johanna von Lamonta.
V blízkosti (severozápadním směrem) se nachází kráter Arago. Jihovýchodně dopadla americká sonda Ranger 8, jižně je místo přistání další sondy Surveyor 5. Ještě více na jih se nachází Statio Tranquillitatis (Základna klidu) neboli místo přistání Apolla 11.